# Viện Y dược học dân tộc (Thành phố Hồ Chí Minh)
Viện Y dược học dân tộc (tên tiếng Anh: Traditional Medicine Institute) được thành lập theo Quyết định số 43/YTXHTB-TC ngày 24/12/1975 của Bộ Xã hội và Thương binh, được chuyển giao về Ủy ban Nhân dân thành phố Hồ Chí Minh theo Quyết định số 161/BYT-QĐ ngày 02/3/1985 của Bộ Y tế.

## Sứ mạng
Viện Y dược học dân tộc là đơn vị phụ trách đầu ngành khám bệnh, chữa bệnh bằng y, dược cổ truyền của 19 tỉnh, thành miền Nam (trong đó có thành phố Hồ Chí Minh) và 05 tỉnh Tây Nguyên theo quyết định số 4026/QĐ-BYT ngày 20/10/2010 của Bộ trưởng Bộ Y tế về việc ban hành quy định phân công công tác chỉ đạo tuyến trong lĩnh vực khám, chữa bệnh.

## Lịch sử
Viện Y dược học dân tộc được thành lập theo Quyết định số 43/YTXHTB-TC ngày 24/12/1975 của Bộ Xã hội và Thương binh, được chuyển giao về Ủy ban Nhân dân thành phố Hồ Chí Minh theo Quyết định số 161/BYT-QĐ ngày 02/3/1985 của Bộ Y tế.

## Chức năng
Thực hiện khám bệnh, chữa bệnh đa khoa và phục hồi chức năng bằng Y học cổ truyền, kết hợp Y học cổ truyền với Y học hiện đại; nghiên cứu khoa học, bảo tồn và phát triển y, dược cổ truyền; đào tạo, chỉ đạo tuyến về chuyên môn kỹ thuật và là cơ sở thực hành về y, dược cổ truyền của các cơ sở đào tạo y, dược và các đơn vị có nhu cầu.
Căn cứ Quyết định số 161/BYT-QĐ ngày 02/3/1985 của Bộ trưởng Bộ Y tế ký chuyển giao Viện Y dược học dân tộc trực thuộc Bộ Y tế về cho Ủy ban Nhân dân thành phố Hồ Chí Minh quản lý toàn diện và Quyết định số 4026/QĐ-BYT ngày 20/10/2010 của Bộ trưởng Bộ Y tế về việc ban hành quy định phân công công tác chỉ đạo tuyến trong lĩnh vực khám, chữa bệnh, Viện Y dược học dân tộc thực hiện các nhiệm vụ khác do Bộ trưởng Bộ Y tế giao, cụ thể như sau:
- Nghiên cứu khoa học và tuyên truyền phổ cập những kiến thức Y học dân tộc trong cán bộ và nhân dân.
- Thừa kế và phát huy, chỉ đạo toàn diện công tác y dược học dân tộc trên địa bàn thành phố Hồ Chí Minh, đồng thời hỗ trợ giúp Cục quản lý Y Dược cổ truyền – Bộ Y tế trong việc tổ chức chỉ đạo thừa kế phát huy y, dược học dân tộc ở 19 tỉnh, thành miền Nam và 5 tỉnh Tây Nguyên.
- Khám và chữa bệnh bằng các phương pháp y học dân tộc cho cán bộ và nhân dân thành phố Hồ Chí Minh và các tỉnh trong cả nước.
- Tham gia đào tạo, bồi dưỡng cán bộ Đại học và Trung học y dược học dân tộc, đồng thời là cơ sở hướng dẫn thực hành cho Đại học Y Dược thành phố Hồ Chí Minh, Trường Đại học Y khoa Phạm Ngọc Thạch.
- Chỉ đạo tuyến trước về Y dược học dân tộc trên địa bàn thành phố Hồ Chí Minh, đồng thời hỗ trợ giúp Cục quản lý Y Dược cổ truyền chỉ đạo, xây dựng phong trào Y dược dân tộc ở 19 tỉnh miền Nam (bao gồm thành phố Hồ Chí Minh) và 05 tỉnh Tây Nguyên.

## Nhiệm vụ

### Khám bệnh, chữa bệnh, phục hồi chức năng:
Tổ chức cấp cứu, khám bệnh, điều trị ngoại trú, nội trú; chăm sóc, phục hồi chức năng bằng Y học cổ truyền, kết hợp Y học cổ truyền với Y học hiện đại theo quy định. Chú trọng sử dụng thuốc nam, châm cứu, xoa bóp, bấm huyệt và các phương pháp điều trị khác theo đúng quy chế chuyên môn

### Nghiên cứu khoa học, bảo tồn và phát triển y, dược cổ truyền:
- Triển khai nghiên cứu khoa học, nghiên cứu kế thừa, nghiên cứu ứng dụng và kết hợp Y học cổ truyền với Y học hiện đại.
- Phối hợp với các đơn vị có liên quan tham mưu cho Giám đốc Sở Y tế xây dựng và triển khai thực hiện kế hoạch bảo tồn, phát triển y, dược cổ truyền trên đại bàn.
- Chuyển giao các kết quả nghiên cứu khoa học, bảo tồn, kế thừa, ứng dụng theo quy định của pháp luật.

### Đào tạo:
- Tiếp nhận, tạo điều kiện và hướng dẫn cho học sinh, sinh viên, học viên của các cơ sở đào tạo và các đơn vị có nhu cầu đến thực hành lâm sàng tại Viện.
- Cử công chức, viên chức đủ năng lực tham gia giảng dạy và hướng dẫn thực hành lâm sàng.
- Tổ chức đào tạo liên tục cho cán bộ y tế về lĩnh vực y, dược cổ truyền theo quy định.
- Cấp giấy chứng nhận bồi dưỡng và thực hành lâm sàng cho các đối tượng đã hoàn thành chương trình bồi dưỡng, thực hành tại Viện theo quy định.

### Chỉ đạo tuyến:
- Tổ chức tiếp nhận và triển khai các kỹ thuật được chuyển giao.
- Lập kế hoạch chỉ đạo, triển khai công tác chỉ đạo tuyến về y, dược cổ truyền, kết hợp Y học cổ truyền với Y học hiện đại cho các cơ sở y tế trên địa bàn thành phố Hồ Chí Minh, 18 tỉnh, thành miền Nam và 5 tỉnh Tây Nguyên; tham gia kiểm tra việc thực hiện các quy chế chuyên môn, kỹ thuật về y, dược cổ truyền đối với các cơ sở y tế trên địa bàn thành phố Hồ Chí Minh, 18 tỉnh, thành miền Nam và 5 tỉnh Tây Nguyên.
- Phối hợp với các đơn vị có liên quan chỉ đạo xây dựng vườn thuốc nam trong các cơ sở y tế và thực hiện công tác chăm sóc sức khỏe cộng đồng bằng y, dược cổ truyền.

### Phòng, chống dịch bệnh:
- Chủ động hướng dẫn người bệnh và người dân phòng bệnh bằng các phương pháp y học cổ truyền.
- Phối hợp với các đơn vị có liên quan trong công tác phòng, chống dịch bệnh khi có dịch bệnh xảy ra trên địa bàn theo quy định.

### Công tác tuyên truyền giáo dục sức khỏe:
- Tổ chức tuyên truyền các chủ trương chính sách của Đảng và Nhà nước về công tác y, dược cổ truyền.
- Tuyên truyền ứng dụng các biện pháp y, dược cổ truyền hợp lý, an toàn, hiệu quả trong bảo vệ, chăm sóc và nâng cao sức khỏe nhân dân.
- Tuyên truyền vận động nhân dân nuôi trồng, thu hái, bảo tồn và sử dụng có hiệu quả cây con làm thuốc.

### Công tác dược và vật tư y tế:
- Phối hợp với các đơn vị chức năng tham mưu cho các cấp lãnh đạo về công tác bảo tồn, phát triển dược liệu.
- Cung ứng đầy đủ, kịp thời, bảo đảm chất lượng thuốc, hóa chất, vật tư y tế cho công tác khám, chữa bệnh nội, ngoại trú.
- Tổ chức bào chế, sản xuất thuốc đông y, thuốc từ dược liệu đáp ứng nhu cầu của người bệnh và nhân dân trên địa bàn.
- Hướng dẫn sử dụng dược liệu, thuốc đông y, thuốc từ dược liệu và các vị thuốc y học cổ truyền hợp lý, an toàn, hiệu quả.
- Bố trí trang thiết bị theo danh mục tiêu chuẩn trang thiết bị y tế theo quy định của Bộ Y tế.

### Quản lý Viện:
- Quản lý, sử dụng có hiệu quả ngân sách nhà nước và các nguồn kinh phí hợp pháp khác theo quy định của pháp luật.
- Thực hiện xã hội hóa công tác bảo vệ, chăm sóc và nâng cao sức khỏe nhân dân trong lĩnh vực y, dược cổ truyền theo quy định.
- Quản lý nhân lực, cơ sở vật chất của Viện theo quy định.

### Hợp tác quốc tế:
Tham gia thực hiện các chương trình hợp tác quốc tế về y, dược cổ truyền với các tổ chức và cá nhân nước ngoài theo quy định của pháp luật.

## Thành tựu
- Huân chương Lao động hạng Nhất (2021), hạng Nhì (2012), hạng Ba (2006)[1].